# Andrea Agrusti
Andrea Agrusti (Sassari, 30 agosto 1995) è un marciatore italiano.

## Biografia
Andrea Agrusti ha iniziato a praticare l'atletica leggera dopo aver seguito i Giochi olimpici di Atene 2004, dapprima come velocista, praticando contemporaneamente anche la pallacanestro. Dalla categoria cadetti ha scoperto il mondo della marcia, decidendo quindi di dedicarsi a questa disciplina.
Il suo primo titolo italiano, nella categoria juniores, risale al 2014, anno in cui si trasferisce a Castel Porziano per essere seguito dal tecnico Patrizio Parcesepe. Ha esordito sulla distanza dei 50 km nel 2015. Ha al suo attivo sei presenze in nazionale assoluta e nel 2021 ha ottenuto il minimo per la partecipazione ai Giochi olimpici di Tokyo, arrivando sul podio dei campionati europei a squadre di marcia.

## Progressione

### Marcia 10000 metri
| Stagione | Tempo     | Luogo       | Data      | Rank. Mond. |
| -------- | --------- | ----------- | --------- | ----------- |
| 2020     | 42'25"3 m | Tivoli      | 3-10-2020 |             |
| 2015     | 43'58"94  | Oristano    | 5-9-2015  |             |
| 2014     | 44'27"78  | Torino      | 6-6-2014  |             |
| 2013     | 46'00"48  | Cagliari    | 11-5-2013 |             |
| 2012     | 47'42"90  | Firenze     | 29-9-2012 |             |
| 2011     | 48'23"66  | Alessandria | 1-5-2011  |             |

### Marcia 10 km
| Stagione | Tempo  | Luogo      | Data       | Rank. Mond. |
| -------- | ------ | ---------- | ---------- | ----------- |
| 2024     | 39'55" | La Spezia  | 30-6-2024  |             |
| 2020     | 40'26" | Modena     | 18-10-2020 |             |
| 2018     | 41'13" | Pescara    | 7-9-2018   |             |
| 2015     | 44'04" | Torino     | 24-7-2015  |             |
| 2014     | 43'54" | Poděbrady  | 12-4-2014  |             |
| 2013     | 46'11" | Lugano     | 17-3-2013  |             |
| 2012     | 48'05" | Bressanone | 6-7-2012   |             |
| 2011     | 47'55" | Almè       | 13-3-2011  |             |

### Marcia 20 km
| Stagione | Tempo    | Luogo       | Data       | Rank. Mond. |
| -------- | -------- | ----------- | ---------- | ----------- |
| 2024     | 1h21'59" | La Coruña   | 18-5-2024  |             |
| 2022     | 1h21'35" | Poděbrady   | 2-4-2022   |             |
| 2020     | 1h24'24" | Grottammare | 25-10-2020 |             |
| 2019     | 1h23'04" | Cassino     | 24-3-2019  |             |
| 2017     | 1h23'28" | Bydgoszcz   | 16-7-2017  |             |
| 2016     | 1h24'33" | Cassino     | 20-3-2016  |             |
| 2015     | 1h28'14" | Grottammare | 18-10-2015 |             |
| 2014     | 1h31'52" | Latina      | 26-1-2014  |             |

### Marcia 35 km
| Stagione | Tempo    | Luogo         | Data      | Rank. Mond. |
| -------- | -------- | ------------- | --------- | ----------- |
| 2023     | 2h35'06" | Dudince       | 25-3-2023 |             |
| 2019     | 2h37'39" | Gioiosa Marea | 27-1-2019 |             |
| 2018     | 2h37'58" | Grosseto      | 28-1-2018 |             |

### Marcia 50 km
| Stagione | Tempo    | Luogo     | Data      | Rank. Mond. |
| -------- | -------- | --------- | --------- | ----------- |
| 2021     | 3h49'52" | Poděbrady | 16-5-2021 |             |
| 2018     | 3h55'09" | Taicang   | 5-5-2018  |             |
| 2017     | 3h58'08" | Poděbrady | 21-5-2017 |             |
| 2016     | 3h56'17" | Andernach | 8-10-2016 |             |
| 2015     | 4'09"11  | Riposto   | 1-2-2015  |             |

## Palmarès
| Anno | Manifestazione  | Sede      | Evento       | Risultato | Prestazione | Note                          |
| ---- | --------------- | --------- | ------------ | --------- | ----------- | ----------------------------- |
| 2017 | Europei U23     | Bydgoszcz | Marcia 20 km | 7º        | 1h23'28"    | Miglior prestazione personale |
| 2018 | Europei         | Berlino   | Marcia 50 km | 11º       | 3h57'03"    |                               |
| 2021 | Giochi olimpici | Tokyo     | Marcia 50 km | 23º       | 4h01'10"    |                               |
| 2022 | Mondiali        | Eugene    | Marcia 35 km | dq        | dq          |                               |
| 2023 | Mondiali        | Budapest  | Marcia 35 km | 15º       | 2h30'32"    |                               |

## Campionati nazionali
- 1 volte campione nazionale assoluto della marcia 10 km (2024)
- 1 volta campione nazionale juniores della marcia 10 000 metri (2014)

2011
- 7º ai campionati italiani allievi, marcia 5000 m - 23'08"90

2012
- 20º ai campionati italiani assoluti, marcia 10 km - 48'05"
- Argento ai campionati italiani allievi - marcia 10 000 m - 47'42"90

2013
- 14º ai campionati italiani juniores, marcia 10 000 m - 46'37"43

2014
- Bronzo ai campionati italiani juniores indoor, marcia 5000 m - 22'25"74
- Oro ai campionati italiani juniores, marcia 10 000 m - 44'27"78

2015
- 7º ai campionati italiani assoluti, marcia 10 km - 44'04"

2016
- 5º ai campionati italiani assoluti, marcia 20 km - 1h24'33"

2017
- Argento ai campionati italiani under 23 indoor, marcia 5000 m - 20'15"12
- 7º ai campionati italiani assoluti, marcia 20 km - 1h24'09"

2018
- Non arrivato ai campionati italiani under 23, marcia 20 km
- 5º ai campionati italiani assoluti, marcia 10 km - 41'13"

2019
- Bronzo ai campionati italiani assoluti, marcia 35 km - 2h37'39"
- Non arrivato ai campionati italiani assoluti, marcia 50 km
- Argento ai campionati italiani assoluti indoor, marcia 5000 m - 19'36"34
- Argento ai campionati italiani assoluti, marcia 20 km - 1h23'04"

2020
- Argento ai campionati italiani assoluti, marcia 10 km - 40'26"

2021
- Non arrivato ai campionati italiani assoluti, marcia 50 km

2024
- Oro ai campionati italiani assoluti (La Spezia), marcia 10 km - 39'55"

## Altre competizioni internazionali
2016
- 34º al Race Walking Permit Meeting ( Poděbrady), marcia 20 km - 1h25'38"

2017
- 11º in Coppa Europa di marcia ( Poděbrady), marcia 50 km - 3h58'08"

2018
- 22º ai Mondiali a squadre di marcia ( Taicang), marcia 50 km - 3h55'09"

2019
- Non arrivato in Coppa Europa di marcia ( Alytus), marcia 50 km

2021
- Bronzo agli Europei a squadre di marcia ( Poděbrady), marcia 50 km - 3h49'52"

2023
- 5º agli Europei a squadre di marcia ( Poděbrady), marcia 35 km - 2h30'16"